# فرودگاه سانتیاگو ویلا
فرودگاه سانتیاگو ویلا (به انگلیسی: Santiago Vila Airport) (به زبان بومی: Aeropuerto Santiago Vila) یک فرودگاه همگانی مسافربری با کد یاتا GIR است که یک باند فرود آسفالت دارد و طول باند آن ۱٬۶۰۰ متر است. این فرودگاه در کشور کلمبیا قرار دارد و در ارتفاع ۲۷۴ متری از سطح دریا واقع شده است.